# Henriette Richter-Röhl

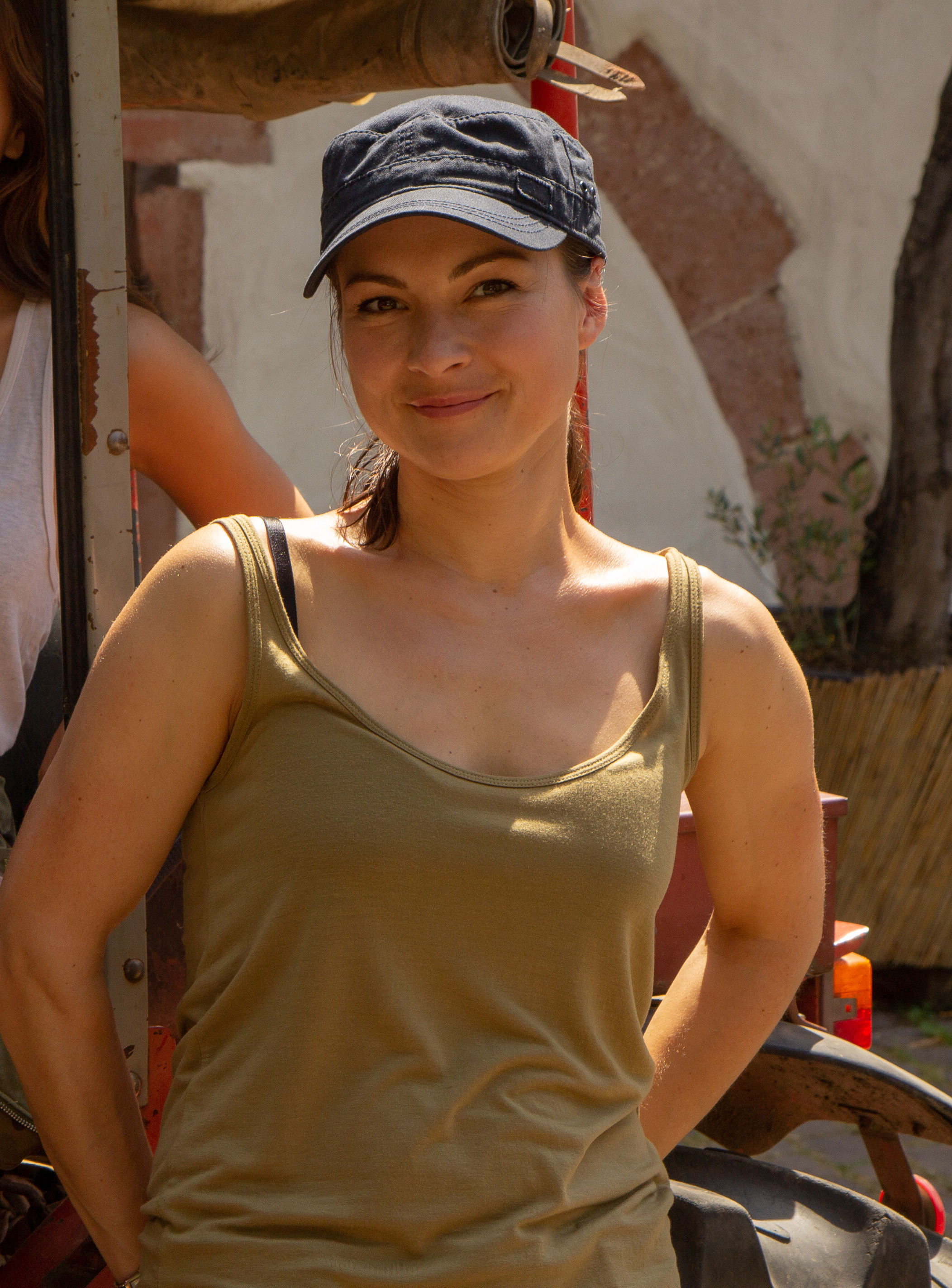
Henriette Richter-Röhl (2018)

Henriette Richter-Röhl (* 9. Januar 1982 in Ost-Berlin) ist eine deutsche Schauspielerin.

## Leben und Karriere
Richter-Röhl ist seit ihrem 15. Lebensjahr als Schauspielerin tätig. Sie stammt aus einer Schauspielerfamilie: Ihre Mutter Siegrid Reintsch (geborene Röhl) und ihr Vater Hans-Otto Reintsch spielten am Theater und waren in Kinofilmen zu sehen. Ihr Bruder Fridolin Richter, die Cousinen Anna Frenzel-Röhl und Katja Frenzel sowie die Tante Bärbel Röhl sind ebenfalls Schauspieler.
Richter-Röhl nahm klassischen Gesangsunterricht an der Musikschule in Berlin-Weißensee. 1997 bis 1999 war sie Frontfrau der deutschen Rockband Jeden Tag anders und gewann mit der Gruppe einige Wettbewerbe in Berlin. Zum Soundtrack des Kinofilms Grenzverkehr schrieb sie den Text, komponierte zusammen mit Manuel Lopez und sang das Titellied. In ihrer Freizeit widmet sie sich der Malerei.
Dem Fernsehpublikum wurde sie in kleinen Nebenrollen von Fernsehserien wie Hallo, Onkel Doc! und Dr. Sommerfeld – Neues vom Bülowbogen und von 2000 bis 2003 und 2007 als Elena Zirkowski in der Seifenoper Marienhof bekannt. 2003 entschied sie sich für eine Schauspielausbildung und studierte an der staatlichen Kunstuniversität Graz, wo sie Theater- und Bühnenerfahrung sammelte.
Aufmerksamkeit erreichte sie in der Kinokomödie Grenzverkehr von Stefan Betz, in der sie eine werdende Mutter spielte. Für ihre Rolle in diesem Film erhielt sie 2005 den Förderpreis Deutscher Film als „Beste Hauptdarstellerin“. Von September 2005 bis Ende Januar 2007 spielte Richter-Röhl die weibliche Hauptrolle der Laura Mahler/Saalfeld in der ersten Staffel der ARD-Telenovela Sturm der Liebe. Im Jahr 2006 wurde sie vom ARD-Magazin Brisant als Shootingstar des Jahres 2006 ausgezeichnet. Im Januar 2010 kehrte sie für einen Gastauftritt in einigen Folgen von Sturm der Liebe zurück.
In dem 2013 ausgestrahlten Zweite-Weltkriegs-Drama Unsere Mütter, unsere Väter wirkte sie in einer Nebenrolle als Krankenschwester mit. 2009 startete die erste Folge der dreiteiligen Fernsehfilmreihe Vorzimmer zur Hölle, welche 2011 und 2013 fortgesetzt wurde. Richter-Röhl spielt darin die Hauptrolle der Jule Engelhardt, die durch ungewöhnliche Umstände in den Vorstand eines Kosmetikkonzerns aufsteigt.
Henriette Richter-Röhl ist mit Walter Unterweger verheiratet. Sie wohnt mit ihrem Mann und ihren Töchtern (* 2007 und * 2015) in Berlin.

## Filmografie (Auswahl)
- 1999: Dr. Sommerfeld – Neues vom Bülowbogen (Fernsehserie, Folge Bis zum letzten Atemzug)
- 2000–2003, 2007: Marienhof (Fernsehserie)
- 2001: Miststück (Kurzfilm)
- 2002: Herzschlag – Das Ärzteteam Nord (Fernsehserie, Folge Voodoo)
- 2003: Trenck – Zwei Herzen gegen die Krone
- 2004: Autobahnraser (Kino)
- 2004: Um Himmels Willen (Fernsehserie, Folge Eisprinzessin)
- 2004: Rosamunde Pilcher: Solange es dich gibt (Fernsehreihe)
- 2004: Geheimnis der Karibik
- 2004: Forsthaus Falkenau (Fernsehserie, Folge Erblast)
- 2005: Grenzverkehr (Kino)
- 2005–2007; 2010: Sturm der Liebe (Fernsehserie)
- 2007: Das Traumschiff – Rio de Janeiro (Fernsehreihe)
- 2008, 2010: Der Alte (Fernsehserie, verschiedene Rollen, 2 Folgen)
- 2009: Mein Leben – Marcel Reich-Ranicki
- 2009: Utta Danella – Der Verlobte meiner besten Freundin (Fernsehreihe)
- 2009: SOKO Kitzbühel (Fernsehserie, Folge Abgedreht)
- 2009: Vorzimmer zur Hölle
- 2010: Katie Fforde: Eine Liebe in den Highlands (Fernsehreihe)
- 2010: Heimat zu verkaufen
- 2010: Nach den Jahren (Kurzfilm)
- 2010: Unter anderen Umständen: Tod im Kloster (Fernsehreihe)
- 2010: Rosamunde Pilcher – Im Zweifel für die Liebe
- 2011: Klarer Fall für Bär
- 2011: Vorzimmer zur Hölle – Streng geheim!
- 2011: Wilde Wellen – Nichts bleibt verborgen (Fernsehvierteiler)
- 2011: Küstenwache (Fernsehserie, Folge Dunkle Schatten)
- 2011: Die Samenhändlerin
- 2012: Der letzte Bulle (Fernsehserie, Folge Hühnerabend)
- 2012: Idiotentest
- 2012: Lilly Schönauer – Liebe auf den zweiten Blick (Fernsehreihe)
- 2012: Ein Sommer in Schottland
- 2013: Der Staatsanwalt (Fernsehserie, Folge Blinde Gier)
- 2013: Unsere Mütter, unsere Väter (Fernsehdreiteiler)
- 2013: Vorzimmer zur Hölle III – Plötzlich Boss
- 2013: Kripo Holstein – Mord und Meer (Fernsehserie, Folge Wettlauf gegen den Tod)
- 2013: SOKO München (Fernsehserie, Folge Alte Kameraden)
- 2014: Rosamunde Pilcher – Besetzte Herzen
- 2014: Die Familiendetektivin (Fernsehserie, Folge Ein Notfall)
- 2014: Julia und der Offizier
- 2014: Danni Lowinski (Fernsehserie, 2 Folgen)
- 2014: Charlottes Welt – Geht nicht, gibt’s nicht
- 2015: Wilsberg: Kein Weg zurück (Fernsehreihe)
- 2015: Katie Fforde – Vergissmeinnicht (Fernsehreihe)
- 2015: SOKO Stuttgart (Fernsehserie, Folge Benzin im Blut)
- 2015: In aller Freundschaft (Fernsehserie, Folge Schutzengel)
- 2015: Bettys Diagnose (Fernsehserie, Folge Helden)
- 2015, 2021: Notruf Hafenkante (Fernsehserie, verschiedene Rollen, 2 Folgen)
- 2015: Ein Fall für zwei (Fernsehserie, Folge Der blinde Fleck)
- 2016: Die Spezialisten – Im Namen der Opfer (Fernsehserie, 4 Folgen)
- 2016: Ein Sommer auf Sizilien
- 2017: Das Pubertier (Fernsehserie, 6 Folgen)
- 2018: Im Wald – Ein Taunuskrimi (Fernsehreihe)
- 2018: Der Bergdoktor – Höhenangst (Fernsehreihe)
- 2018: Katie Fforde – Ziemlich beste Freundinnen
- 2018–2019: Weingut Wader (Fernsehreihe)
- 2019: SOKO Donau (Fernsehserie, Folge Tod im Taxi)
- 2020: Zum Glück gibt’s Schreiner
- 2021: Ich bin dein Mensch (Kino)
- 2021: Faltenfrei (Kino)
- 2022: Marie Brand und der überwundene Tod (Fernsehreihe)
- 2023: Am Ende – Die Macht der Kränkung (Fernsehserie)
- 2024: Ich hab den Weihnachtsmann geküsst (Fernsehfilm)

## Theaterstücke

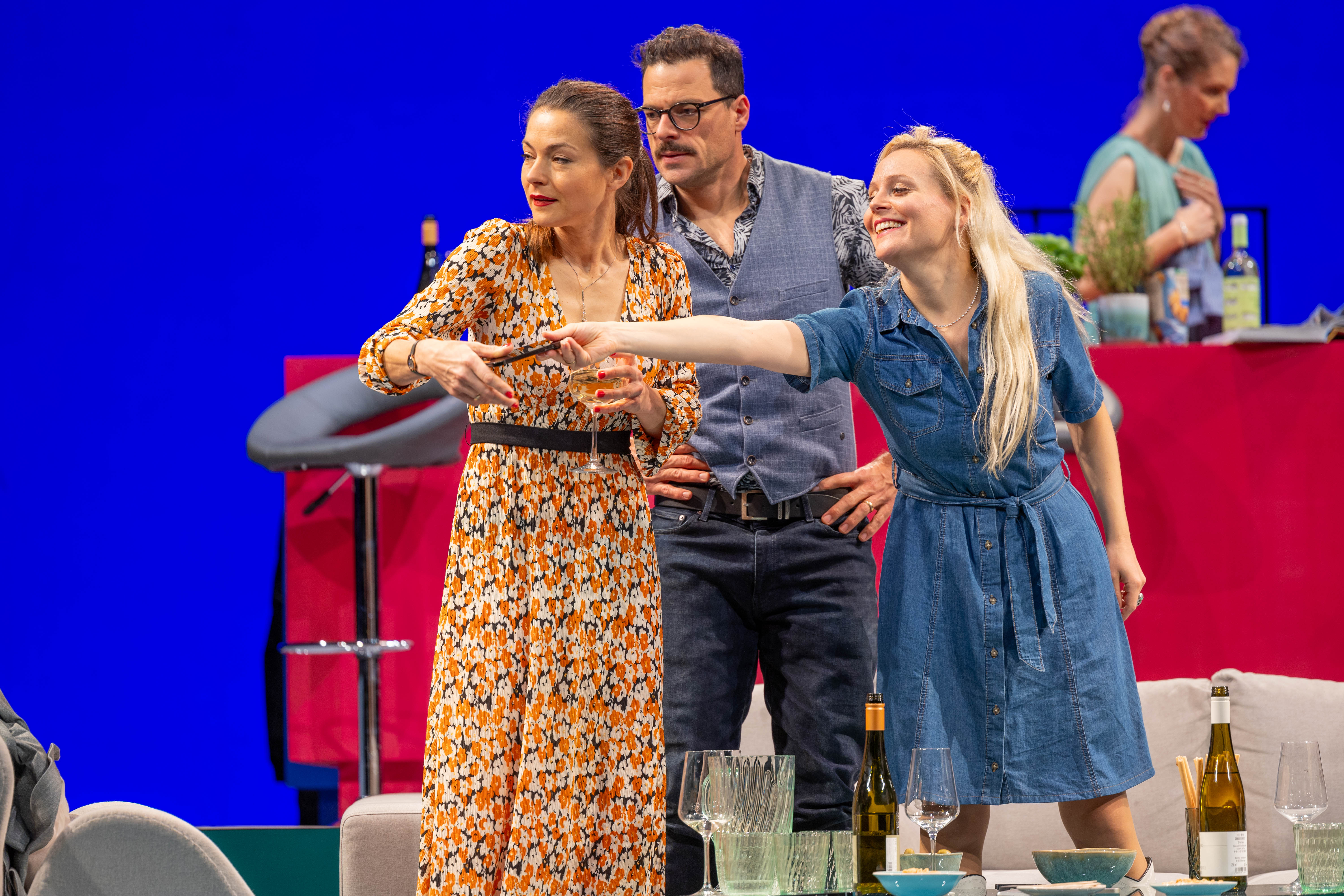
Henriette Richter-Röhl (links) in „Das perfekte Geheimnis“, Komödie am Kurfürstendamm (2023)

- Henriette Richter-Röhl (links) in „Das perfekte Geheimnis“, Komödie am Kurfürstendamm (2023)2000: Frühlings Erwachen
- 2003: Krankheit der Jugend
- 2003: Der Streit
- 2004: Kabale und Liebe
- 2005: Komödie der Irrungen
- 2023: Das perfekte Geheimnis

## Auszeichnungen
- 2005: Förderpreis Deutscher Film als Beste Hauptdarstellerin in Grenzverkehr
- 2006: Brisant Brillant als Shooting Star des Jahres